# 松原敏春
松原 敏春（まつばら としはる、1947年2月13日 - 2001年2月6日）は、岐阜県岐阜市出身の脚本家・作詞家・演出家。慶應義塾大学法学部卒業。1992年、「家族日和'93」で第11回向田邦子賞受賞。

## 来歴・人物
- 大学在学中、「巨泉・前武のゲバゲバ90分!!」の作家チームに参加する。その後、脚本家としてデビューしテレビドラマにおいて多数のヒット作を手掛けた。劇団東京ヴォードヴィルショーの文芸部担当として結成に参加し、脚本・演出を多数手掛ける。
- 作家・脚本家としてだけでなく作詞家としても活躍した。
- 2001年2月6日、肺炎のため死去した。53歳没。

## 代表作
松原敏春が脚本したテレビドラマ、バラエティ番組、舞台演劇は以下の通りである。

### テレビドラマ
- 気まぐれ本格派（1978年、日本テレビ）
- 桃太郎侍（1976年、日本テレビ）
- オレの愛妻物語 (1978年、日本テレビ)
- 熱中時代、教師編1・刑事編（1978年・1979年、日本テレビ）
- 花咲け花子（1981年・1983年、日本テレビ）
- キッド（1981年、日本テレビ）
- 春よ来い（1982年、日本テレビ）
- あとは寝るだけ（1983年、テレビ朝日）
- 風の中のあいつ（1984年、日本テレビ）
- 家族ジャングル（1985年、日本テレビ）
- 気になるあいつ（1985年、日本テレビ）
- 金曜日には花を買って（1986年、TBS）
- 時間ですよふたたび（1987年、TBS）
- 空に星があるように（1988年、TBS）
- 海岸物語 昔みたいに…（1988年、TBS）
- 抱きしめたい!（1988年、フジテレビ）
- ハートに火をつけて!（1989年、フジテレビ）
- 世界で一番君が好き!（1990年、フジテレビ）
- ザ・カード社会（1990年、TBS）
- 男について（1990年、TBS）
- 結婚したい男たち（1991年、TBS）
- しあわせの決断（1992年、フジテレビ）
- 腕におぼえあり（第2シリーズ）（1992年、NHK総合）
- 家族日和'93（1993年、テレビ朝日）[2]
- 愛情物語（1993年、フジテレビ）
- かりん（1993年、NHK総合）
- お玉・幸造夫婦です（1994年、よみうりテレビ）
- きのうの敵は今日も敵（1995年、TBS）
- バースデイ〜こちら椿産婦人科〜（1999年、テレビ東京）
- 角筈にて（1999年、テレビ東京）[3]
- 最後のストライク ～炎のストッパー・津田恒美 愛と死を見つめた直球人生～（2000年、フジテレビ）
- 菊次郎とさき（2001年、テレビ朝日）
- 天国までの百マイル（2001年、テレビ東京）[4]
- 鉄道員/青春編（2002年、テレビ朝日）

### バラエティ
- 巨泉・前武のゲバゲバ90分!!（1969年、日本テレビ）
- コント55号のなんでそうなるの?（1974年-1976年、日本テレビ）
- カリキュラマシーン（1974年、日本テレビ）
- 走れ! ピンク・レディー（1978年、テレビ朝日）

### 舞台演劇
- 月満ちて朝遠く（作・演出　劇団東京ヴォードヴィルショー）
- 黄昏れて、途方に暮れて（作・演出　劇団東京ヴォードヴィルショー）